# Club Atlético Welcome
O Club Atlético Welcome é um clube uruguaio de Montevidéu, fundado em 1926. Com maior destaque no basquete, disputa a Liga Uruguaia de Basquete, primeira divisão do basquetebol em seu país. Sua sede está na rua Emilio Frugoni, bairro Parque Rodó, em Montevidéu. Seu uniforme oficial consiste numa camiseta vermelha com listra horizontal.

## História
O ápice da história do basquete do clube se deu com a conquista do Tetracampeonato Uruguaio, conquistado nos anos de 1997, 1998, 1999 e 2000. Em 2005 foi rebaixado para o Torneio Metropolitano, equivalente à Segunda Divisão do basquete uruguaio. Em 2007, conseguiu novamente voltar à Primeira Divisão da Liga, mas desde então sem voltar a repetir boas campanhas. Foi do Welcome que saiu o único jogador de basquete do Uruguai a ter disputado a NBA, Esteban Batista, que jogou pelo Atlanta Hawks.

## Conquistas

### Torneios Nacionais
- Campeonato Federal do Uruguai (Primeira Divisão): 1953, 1956, 1957, 1966, 1967, 1997, 1998, 1999 e 2000.

### Torneios Internacionais
- Vice-Campeão do Campeonato Sul-Americano de Clubes Campeões: 1967, 1968 e 1998.